# Јужни национални парк
Јужни национални парк је један од шест националних паркова у Јужном Судану, који се налази у вилајетима Западни Бахр ел Газал, Западна Екваторија, Ел Бухајрат и Вараб. Захвата површину од 22.800 км² и основан је 1939. године. Уточиште је за веома значајне врсте сисара попут коб антилопе, затим жирафе, буфала и слонове, зебре, носороге и др.